# Mill Ends Park
A Mill Ends Park egy kis park az amerikai Oregon állambeli Portland belvárosában, amelyet 1948. Szent Patrik napján alapítottak. Ez a legkisebb park a világon a Guinness Rekordok Könyve szerint, mely először 1971-ben adta meg a parknak ezt az elismerést. A park egy két láb (61 centiméter) átmérőjű (összesen 0,2916 m² területű) kört foglal el útsávok közt egy olyan helyen ahova 1948-ban egy lámpaoszlopot terveztek állítani. A lámpa előkészített helyén gazok kezdtek megjelenni. Dick Fagan, az Oregon Journal rovatvezetője, akinek irodája a forgalmas főút sávelosztójára nézett, a lyukba virágokat ültetett és az újságbeli rovata után elnevezte „Mill Ends”-nek. (Mill ends rönkvéget jelent angolul).
Fagan a park eredetének történetét a következőképp mesélte el: Épp kinézett az ablakon és meglátott egy koboldot ásni a lyukban. Lerohant és megragadta a koboldot, ami azt jelentette, hogy egy kívánság az övé. Fagan egy saját parkot kívánt; azonban a kívánságban nem adta meg a park méretét a kobold a lyukat adta neki. A következő két évtizedben Fagan gyakran szerepeltette szeszélyes rovatában a parkot és Patrick O'Toole nevű főkoboldját.
Fagan 1969-ben rákban elhunyt, de a park tovább élt mások gondozásában. 1976-ban hivatalos városi parkká tették.
Az évtizedek során a kis parkban sok különös tárgy fordult meg, köztük egy pillangóknak szánt uszoda (ugródeszkával együtt), egy patkó, a Journal épületének egy darabja és egy mini óriáskerék (melyet egy normál méretű daru tett a helyére).
2006 februárjában egy útépítés alatt a parkot ideiglenesen körülbelül 24 méterrel odébb helyezték, majd 2007. március 16-án visszahelyezték eredeti helyére.

## Fordítás
- Ez a szócikk részben vagy egészben  a   Mill Ends Park című angol Wikipédia-szócikk ezen változatának fordításán alapul.  Az eredeti cikk szerkesztőit annak laptörténete sorolja fel. Ez a jelzés csupán a megfogalmazás eredetét és a szerzői jogokat jelzi, nem szolgál a cikkben szereplő információk forrásmegjelöléseként.